# Masdevallia virens
Masdevallia virens là một loài thực vật có hoa trong họ Lan. Loài này được Luer & Andreetta mô tả khoa học đầu tiên năm 1980.